# Стјуарт Табс
Стјуарт Табс (енгл. Stewart Tubbs) професор је лидерских вештина на Бизнис колеџу Универзитета у Мичигену и бивши декан овог колеџа. Докторирао је на Универзитету Канзасу у области комуникацијског и организацијског понашања. Магистрирао је на комуникацији, а дипломирао на природним наукама на Боулинг Грин државном универзитету. Седам пута је проглашаван за наставника године, радио је као консултант у више Fortune 500 компанија, а био је на челу Одсека за комуникацију у организацији Академије за менаџмент. Аутор је већег броја књига из области комуникације, лидерства и организацијског понашања.

## Комуникација, принципи и контекст
Никада у историји људског рода комуникација није била тако сложена, узбудљива и динамична, њена анализа тежа, а потреба за изучавањем израженија. Ова књига обухвата све најважније проблеме изучавања комуникације у низу сродних научних дисциплина - од традиционалних (процес комуникације, вербална/невербална комуникација), преко углавном занемарених (комуникацијска етика) и, у контексту комуникације, граничних области (опажање особа, конфликти) до оних актуелних (савремени медији, друштвене мреже). Поткрепљена је обиљем занимљивих студија и примерима препознатљивих ситуација из свакодневног живота (приватног и јавног), који олакшавају разумевање теоријског садржаја.
Комуникација је незаобилазна књига и веома потребна грађа за студенте (којима је пре свега и намењена), као и свима који с њима раде, али и стручњацима и истраживачима из низа сродних дисциплина (психологија, комуникологија, политичке науке, социологија) заинтересованим за сложену и стално променљиву област комуникације.